# MAN Diesel
MAN Diesel SE — европейский производитель дизельных двигателей большой мощности для судовых энергетических установок и дизельных электростанций. Численность сотрудников — более 7700, в основном в Германии, Дании, Франции, Чехии, Индии и Китае. Отделение послепродажной подготовки, MAN Diesel PrimeServ, включает глобальную сеть собственных сервисных центров, поддерживаемых авторизованными партнерами.

## История
- В 1980 году, концерн MAN приобрёл датскую верфь и производителя дизельных двигателей Burmeister & Wain. Хотя производство двигателей в Кристиансхавн было прекращено в 1987 году, была запущена успешная программа производства дизелей. В 1988 году в Teglholmen было организовано производство запасных частей и ключевых компонентов, а в 1992 году — научно-исследовательский центр. В 2000 году двухтактные дизели MAN B&W Diesel занимали более 70 % рынка.
- В 2002 году появились управляемые электронной системой двухтактные дизели с максимальным диаметром цилиндра 108 см. В компании MAN B&W Diesel было занято около 2200 человек (на конец 2003 года), общая мощность на 2004 год составляла 100 ГВт в более 8000 установок.
- В 2006 году MAN Diesel AG основал европейское акционерное общество открытого типа под названием MAN Diesel SE (Societas Europaea)[2].
- 22 февраля 2006 года начался выпуск первого дизельного двигателя мощностью более 100 000 л. с. Лицензиат MAN B&W Diesel, южнокорейская компания Hyundai Heavy Industries построила дизель 12K98MC мощностью 75 790 кВт (103 050 л. с.).
- Двигатель установлен в первой серии контейнеровозов вместимостью свыше 9000 контейнеров, которые строятся для греческого перевозчика Costamare. Суда будут зафрахтованы для COSCON (COSCO Container Lines) в Китае[3].
- В 2009 году MAN Diesel и компания MAN Turbo были сведены в подразделение Power Engineering концерна MAN. В 2010 году произошло окончательное объединение MAN Diesel и MAN Turbo в MAN Diesel & Turbo[4].
- В 2011 году MAN Diesel & Turbo вместе с материнской компанией вошли в состав концерна Volkswagen[5].
- В 2018 году название компании MAN Diesel & Turbo было изменено на MAN Energy Solutions[6].

### Британские приобретения
В 2000 году MAN Diesel (тогда известный как MAN B&W Diesel) приобрел Alstom Engines Ltd у английской компании General Electric Company (не путать с одноимённой американской компанией). В числе прочего был приобретен бизнес по производству дизелей от English Electric, Mirrlees Blackstone, Napier & Son, Paxman и Ruston.
Mirrlees Blackstone Limited была образована 1 июня 1969 в результате слияния Mirrlees National Limited (ранее Mirrlees, Bickerton and Day) и Blackstone & Company Limited. Все были в то время членами группы Hawker Siddeley.

## Расположение
MAN Diesel имеет производственные мощности в Аугсбурге, Копенгагене, Фредериксхавн, Сен-Назере, Аурангабаде и Шанхае.